# Maltby, South Yorkshire
Maltby este un oraș în comitatul South Yorkshire, regiunea Yorkshire and the Humber, Anglia. Orașul se află în districtul metropolitan Rotherham.